# Plaza San Martín de Tours (Buenos Aires)

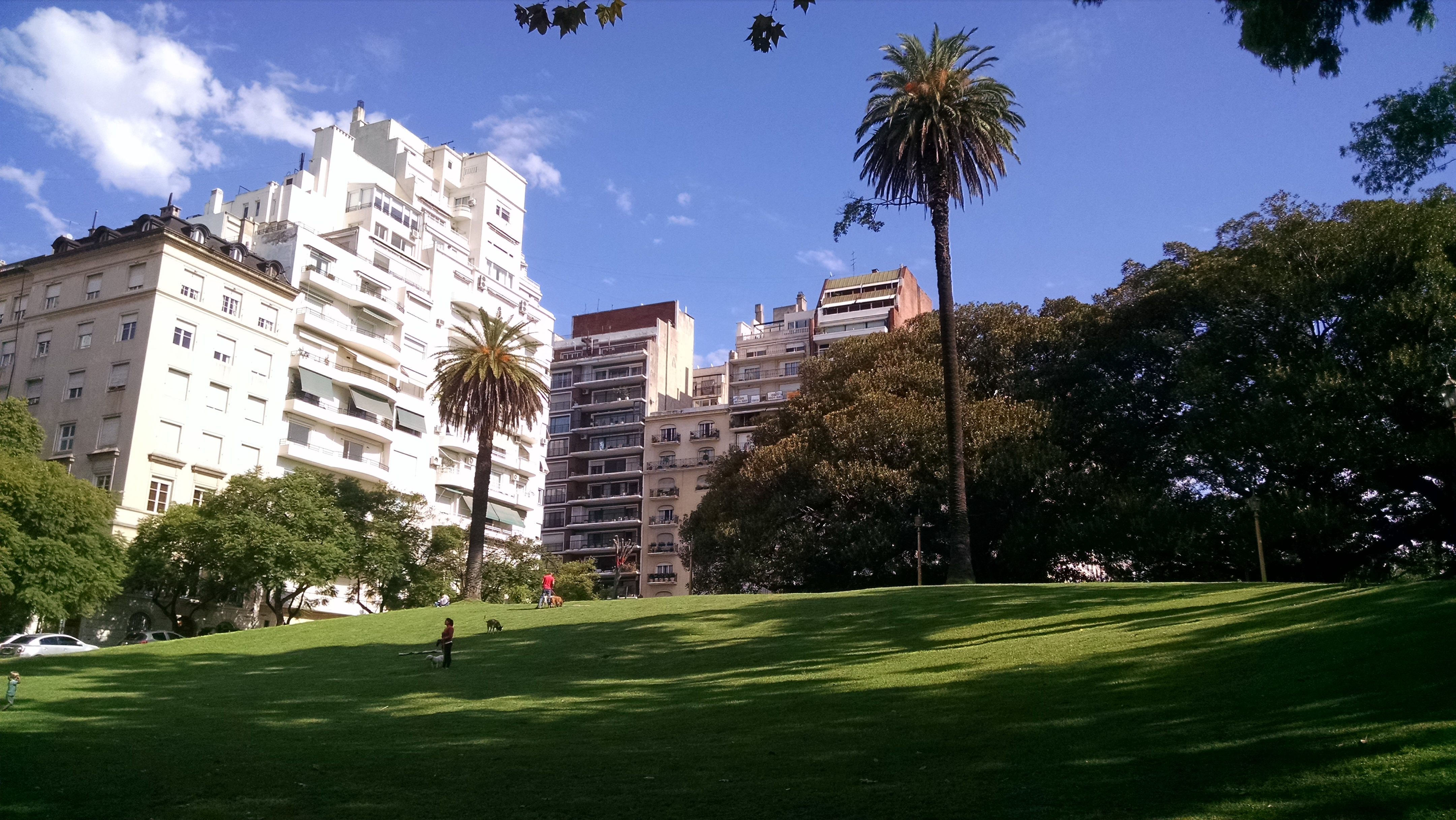
Vista de la barranca de la plaza de San Martín de Tours, tomada desde la calle Posadas entre Adolfo Bioy Casares (ex Schiaffino) y la bajada de la avenida Alvear

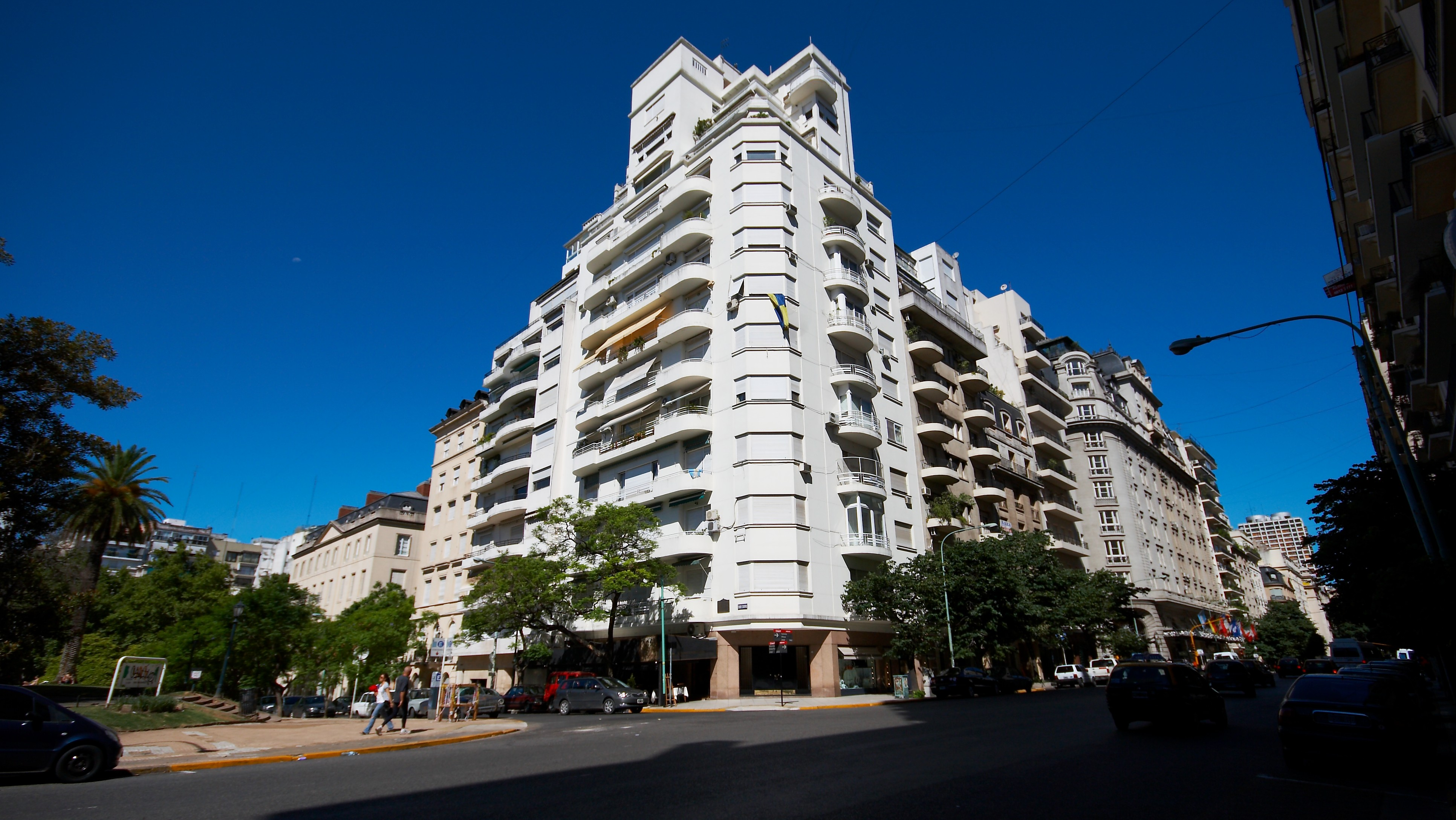
Extremo sur de la plaza, en la intersección de la avenida Alvear y la calle Adolfo Bioy Casares

La plaza de San Martín de Tours es un espacio verde ubicado en el barrio de Recoleta de la ciudad de Buenos Aires, Argentina. Forma parte de un amplio conjunto de plazas que conforma el tradicional Paseo de la Recoleta. Se encuentra delimitada por las calles de Eduardo Adolfo de Bioy Casares (ex Schiaffino), Posadas y la avenida Alvear, que en su desembocadura a la avenida del Libertador bordea los márgenes sur y oeste de la plaza. Frente a su margen norte, cruzando la calle Posadas, se ubican el monumento ecuestre a Carlos María de Alvear y el edificio del Palais de Glace. Recibió el nombre en 1962 en homenaje a San Martín de Tours, patrono de Buenos Aires, por decreto del entonces intendente Alberto Prebisch.

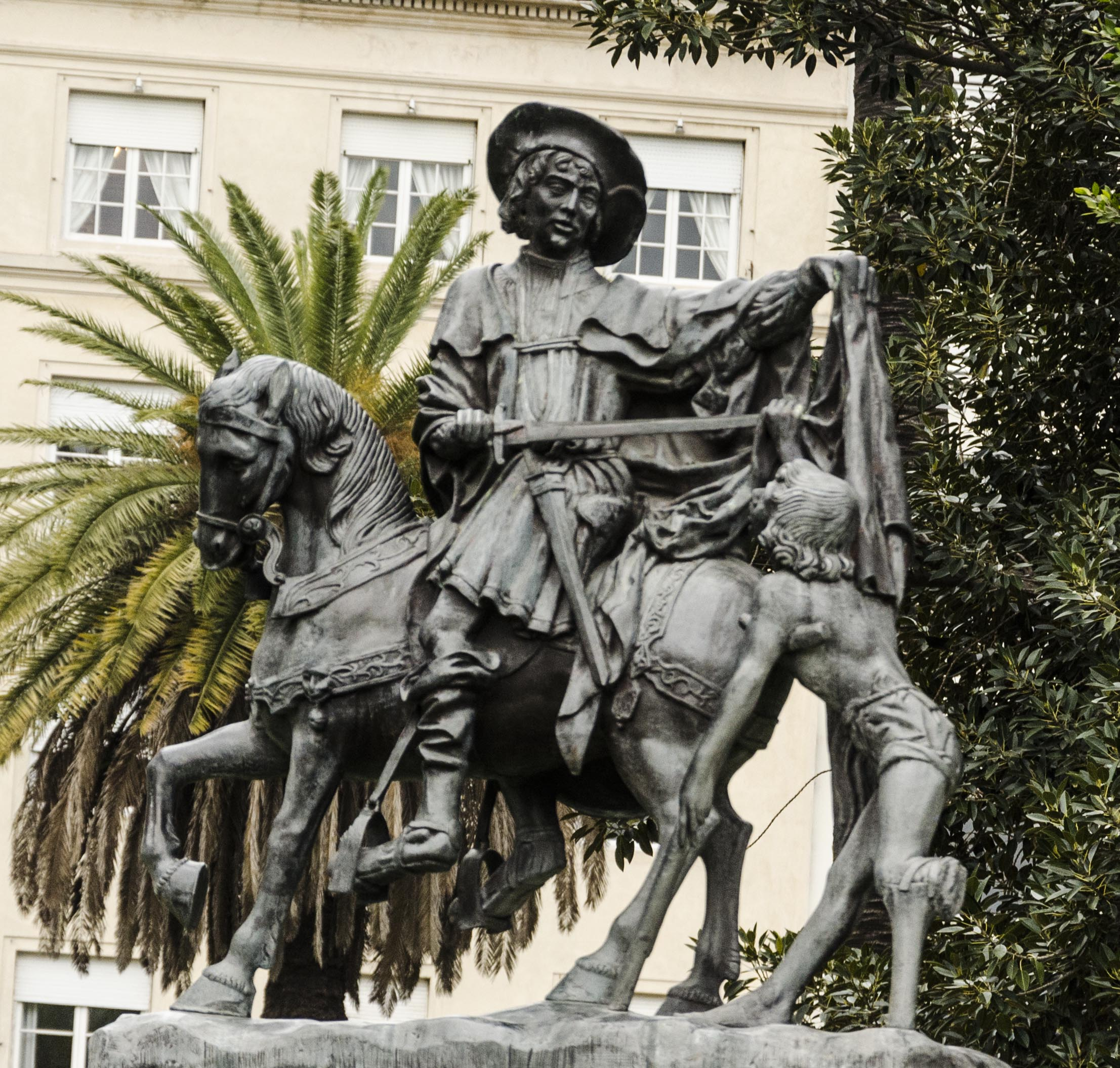
Monumento a San Martín de Tours

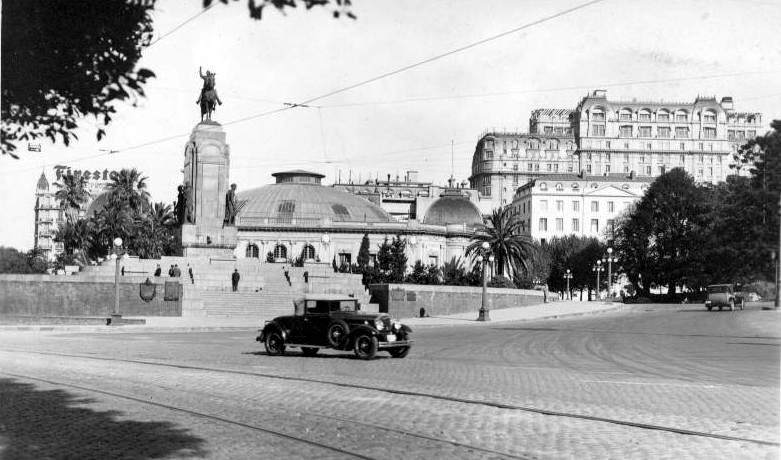
El monumento a Alvear en la década de 1930. A la derecha se aprecia la parte inferior de la plaza

La fisonomía de la plaza está marcada por una ladera que desciende hacia la calle Posadas, parte de la barranca ribereña histórica del Río de la Plata. En el bajo se ubica un ombú de gran porte, mientras que la zona elevada forma una terraza donde se encuentran plantados varios especímenes de gomero, retoños del ubicado en la cercana plaza de Juan XXIII. Hacia la esquina de la avenida Alvear y la calle Schiaffino se encuentra una monumento en homenaje al ingeniero y periodista Emilio Mitre realizado en mármol de Carrara con basamento de granito, obra del escultor Hernán Cullen Ayerza emplazada allí en 1931. También en la porción superior de la plaza se ubica un monumento a San Martín de Tours realizado en bronce, del escultor Ermando Bucci.
Los terrenos que hoy ocupa la plaza de San Martín de Tours formaron históricamente parte de la zona de quintas de la Recoleta, usándose para el cultivo de especies frutales y la cría de animales domésticos. Hasta el último cuarto del siglo XIX, antes de que la epidemia de fiebre amarilla de 1871 llevara a la aristocracia porteña a abandonar el Barrio Sur, fue una zona marginal de las afueras de la ciudad. Excavaciones realizadas por un equipo de arqueología urbana encontraron restos de un pozo y materiales que señalan la existencia de viviendas de construcción precaria. Con la redistribución sociodemográfica ocurrida tras la epidemia, los alrededores de la plaza se poblaron a fines de siglo de elaborados palacetes en estilo academicista francés. A principios del siglo XX existió en el sector de la plaza cercano a la avenida Alvear el Recreo de Belvedere, café y restaurante donde por primera vez se habría bailado públicamente el tango. En 1909 el terreno fue adquirido por la Municipalidad, que dispuso su parquización.
La normativa es inconsistente con respecto a la catalogación del espacio verde. Algunos registros legales de la Ciudad Autónoma de Buenos Aires refieren a la plaza de San Martín de Tours mientras que en ocasiones es mencionada como una plazoleta.